# Superior (Arizona)
Superior is een plaats (town) in de Amerikaanse staat Arizona en valt bestuurlijk gezien onder Pinal County.

## Demografie
Bij de volkstelling in 2000 werd het aantal inwoners vastgesteld op 3254.
In 2006 is het aantal inwoners door het United States Census Bureau geschat op 3039, een daling van 215 (-6,6%).

## Geografie
Volgens het United States Census Bureau beslaat de plaats een oppervlakte van
5,0 km², geheel bestaande uit land.

## Plaatsen in de nabije omgeving
De onderstaande figuur toont nabijgelegen plaatsen in een straal van 32 km rond Superior.

## Trivia
Superior is een populaire locatie voor filmsets. Het plaatsje figureert in de films U Turn van Oliver Stone, Eight Legged Freaks, How the West Was Won met John Wayne en James Stewart, Prophecy 3, Skinwalkers, The Gauntlet met Clint Eastwood, en Young Billy Young.